# John Hawkesworth (écrivain)
Ne doit pas être confondu avec John Hawkesworth (officier).

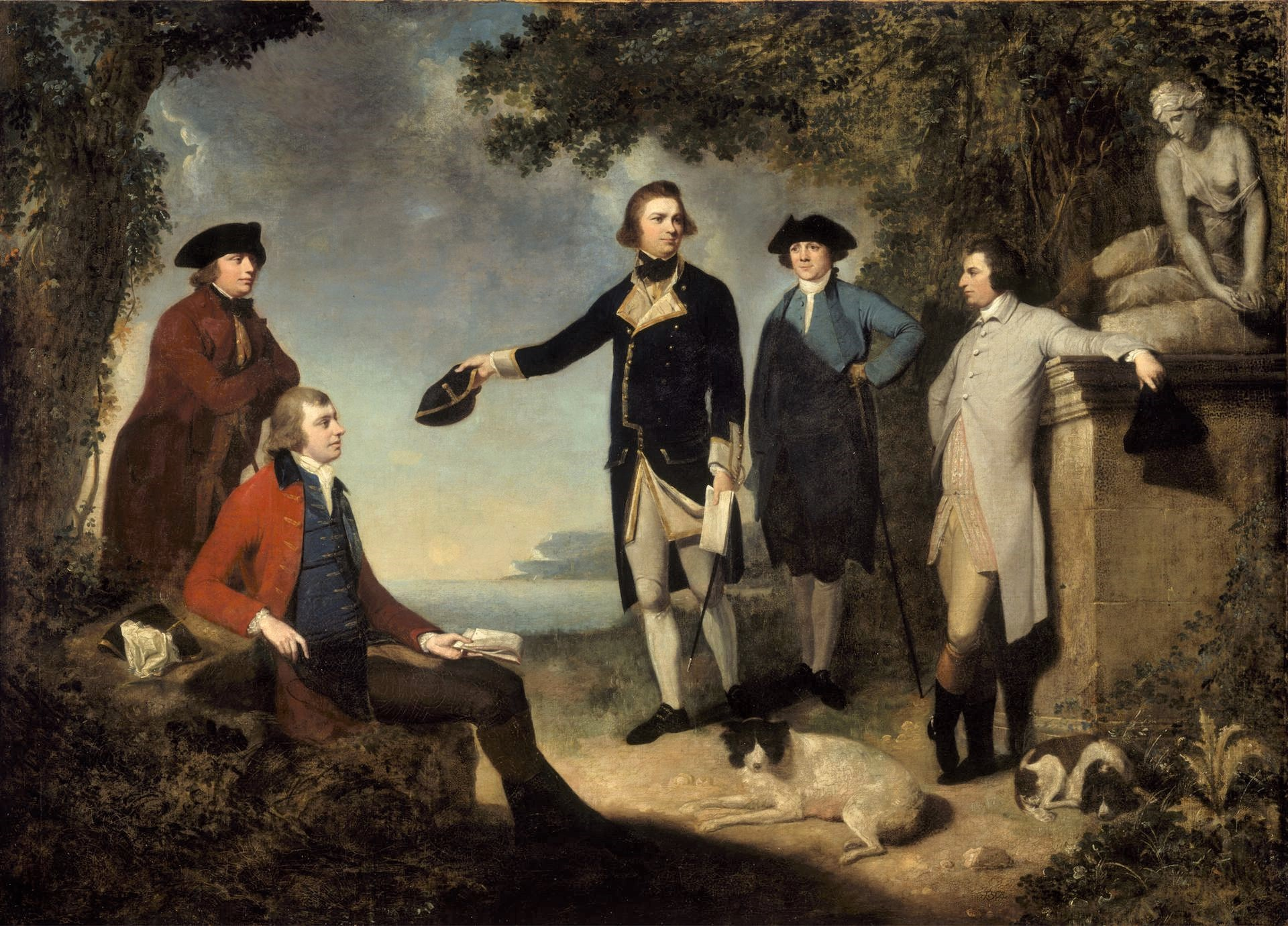
Dr Daniel Solander, Sir Joseph Banks, Capitaine James Cook, Dr John Hawkesworth et Earl Sandwich par John Hamilton Mortimer

John Hawkesworth, né en 1715 à Londres et mort en 1773, est un écrivain et éditeur anglais. Il semble qu'il ait été clerc d'un avocat mais plus certainement en autodidacte. En 1744 il succède à Samuel Johnson comme contributeur des débats parlementaires pour The Gentleman's Magazine et de 1746 à 1749 il signe des poésies au nom de Greville (ou H. Greville) pour ce même journal.
En compagnie de Samuel Johnson et d'autres, il crée un périodique appelé The Adventurer. Il y aura 140 numéros, dont 70 de la propre plume de J. Hawkesworth.
L'Archevêque de Cantorbéry, Thomas Herring le récompense du titre LL.D (Doctor of Laws) pour avoir défendu les causes de la morale et de l'Église.
En 1754-1755 il publie une édition en 12 volumes de travaux de Jonathan Swift. Il adapte au théâtre l'Amphitryon de John Dryden en 1756, et l'Oronoko de Thomas Southerne en 1759. Il écrit le livret de l'oratioro de Zimri en 1760 et l'année suivante Edgar and Esnmehine, un conte de fées produit à Drury Lane. Son Almoran and Hamet en deux volumes, en 1761 qui fut rédigé comme une pièce tragique calquée sur S.J. Pratt, The Fair Circassian (1781), rencontra peu de succès.
L'Amirauté lui demanda entre autres d'éditer les notes du capitaine James Cook lors de son premier voyage. Pour ce travail, An Account of the Voyages undertaken... for making discoveries in the Southern Hemisphere and performed by Commodore Byrone John Byron, Captain Hallis, Captain Carteret and Captain Cook (from 1702 to 1771) drawn up from the Journals... (3 vols, 1773), J. Hawkesworth dit avoir reçu la somme de 6 000 £. Ses descriptions des us et coutumes des mers du Sud ont été, cependant, critiquées par beaucoup comme inexactes et nuisibles aux intérêts de la morale. Ces vives critiques hostiles ont semble-t-il précipité sa mort. Il a été enterré à Bromley, dans le Kent, où lui et sa femme avaient gardé une école.

## Source
- (en) Cet article est partiellement ou en totalité issu de l’article de Wikipédia en anglais intitulé « John Hawkesworth » (voir la liste des auteurs).